# Champions of Anteria
Champions of Anteria ist ein Action-Rollenspiel, das von Blue Byte für Microsoft Windows entwickelt wurde und 2016 von Ubisoft veröffentlicht wurde. Es erschienen noch im selben Jahr zwei kostenfreie DLCs.

## Entwicklung
Ursprünglich als Teil der Die Siedler Computerspielserie als Die Siedler: Königreiche von Anteria geplant wurde das ursprüngliche Aufbauspiel eingestellt, das Spielprinzip umgearbeitet und als eigenständiger Titel veröffentlicht, nachdem Kritik während der Beta-Phase schlecht ausfiel. Es erschienen zwei kostenlose Zusatzinhalte: Die Alchemistin und Der Bestienmeister.

## Spielprinzip
Der Spieler errichtet eine einfache Basis, um Heiltränke und Rüstungen herzustellen sowie den Helden zu verwalten. Es gilt Sektoren auf einer Weltkarte zu erobern, um die auch drei weitere feindliche computergesteuerte Fraktionen konkurrieren. Die Helden treten in pausierbaren Echtzeitkämpfen um die Sektoren an. Kontrollierte Sektoren geben Ruhm und erlauben die Basis auf eine höhere Stufe auszubauen. Die Kämpfer besitzen Elementarzustände, die nach einem Schere, Stein, Papier-Prinzip wirken und als Konter eingesetzt werden können. In Bosskämpfen können zudem Gegenstände und dauerhafte Boni erkämpft werden.

## Rezeption
Für Gameswelt wirke Champions of Anteria wie eine Mischung aus Diablo 3 und League of Legends. Das Konzept gehe jedoch spielerisch nicht auf. Die Missionen wiederholen sich oft, die Wegfindung sei schlecht. Positiv sei die Präsentation mit sympathischem Humor und schön gezeichneten Charakteren. Das Kampfsystem böte laut GameStar keinerlei taktischen Tiefgang, der Spielfluss sei langsam. Das ehemalige Siedlerspiel sei im Redesign stark verschlimmbessert worden. Es handele sich um Durchschnittskost, die für ein renommiertes Studio wie Blue Byte zu wenig sei. Blue Byte könne nicht an die starken Siedler oder Battle Isle Erfolge anknüpfen. Champions of Anteria verschenke viel Potenzial und wirke unfertig. Die Entscheidung, Siedler aus dem Spieletitel zu nehmen, sei für 4Players jedoch die richtige Entscheidung gewesen. Der vereinfachte Siedlungsbau sei kein Makel. Es erinnere vom Ressourcenmanagement an Baldur’s Gate. Für Gamezoom funktioniere der bunte Genremix insgesamt gut.